# Seedy Bojang
Seedy Bojang (født 1971 i Gambia) er en gambiansk forfatter, journalist og redaktør.
Siden september 2010 har han opholdt sig i Danmark under fribyordningen.
Han har udgivet 8 bøger, blandt andet The Tip of the Iceberg (2009) og Our Tears and Sorrows (2011).
Bojang har tidligere arbejdet på den nu lukkede gambianske avis The Independent, der blev brændt ned og hvis chefredaktør blev dræbt øjensynligt på grund af regeringskritiske indlæg.
Senere arbejdede han på den gambianske avis The Observer men blev afskediget efter en regeringskritisk artikel.